# Serie A 2005 (pallapugno)
La Serie A 2005 è stata la 84ª edizione del massimo campionato italiano di pallapugno maschile.

## Squadre partecipanti
| Club          | Capitano             | Città                                      |
| ------------- | -------------------- | ------------------------------------------ |
| Albese        | Giuliano Bellanti    | Alba (CN)                                  |
| Augusto Manzo | Roberto Corino       | Santo Stefano Belbo (CN)                   |
| Canalese      | Oscar Giribaldi      | Canale (CN)                                |
| Imperiese     | Flavio Dotta         | Dolcedo (IM)                               |
| Monticellese  | Alberto Sciorella    | Monticello d'Alba (CN)                     |
| Pro Paschese  | Alessandro Bessone   | Madonna del Pasco (Villanova Mondovì) (CN) |
| Pro Spigno    | Riccardo Molinari    | Spigno Monferrato (AL)                     |
| Ricca         | Alessandro Trincheri | Ricca di Diano d'Alba (CN)                 |
| San Leonardo  | Mariano Papone       | Imperia                                    |
| Subalcuneo    | Paolo Danna          | Cuneo                                      |

## Prima Fase
|    | Club          | P |
| -- | ------------- | - |
| 1  | Canalese      |   |
| 2  | Subalcuneo    |   |
| 3  | Augusto Manzo |   |
| 4  | Monticellese  |   |
| 5  | Pro Paschese  |   |
| 6  | Imperiese     |   |
| 7  | Albese        |   |
| 8  | Ricca         |   |
| 9  | San Leonardo  |   |
| 10 | Pro Spigno    |   |

## Seconda Fase
|   | Club          | P  |
| - | ------------- | -- |
| 1 | Subalcuneo    | 26 |
| 2 | Augusto Manzo | 25 |
| 3 | Monticellese  | 24 |
| 4 | Canalese      | 24 |
| 5 | Imperiese     | 19 |
| 6 | Pro Paschese  | 12 |

|    | Club         | P  |
| -- | ------------ | -- |
| 7  | Albese       | 17 |
| 8  | San Leonardo | 11 |
| 9  | Ricca        | 7  |
| 10 | Pro Spigno   | 7  |

## Fase Finale

### Spareggi Play-off
| Canalese  | Albese       |      |
| Imperiese | Pro Paschese | 11-3 |

| Imperiese | Albese | 11-10 |

### Finali Scudetto
| Squadra 1     | Squadra 2    | Andata | Ritorno |
| ------------- | ------------ | ------ | ------- |
| Subalcuneo    | Imperiese    |        |         |
| Augusto Manzo | Monticellese | 5-11   |         |

| Squadra 1    | Squadra 2  | Andata | Ritorno | Spareggio |
| ------------ | ---------- | ------ | ------- | --------- |
| Monticellese | Subalcuneo | 11-6   | 4-11    | 5-11      |

## Squadra Campione d'Italia
Subalcuneo
- Battitore: Paolo Danna
- Spalla: Michele Giampaolo
- Terzini: